# Andrea Heim
Andrea Heim (* 11. Februar 1961 in Bergen auf Rügen, heute Andrea Markus) ist eine ehemalige deutsche Volleyballspielerin.
Andrea Heim war vielfache DDR-Nationalspielerin. Sie gewann 1980 bei den Olympischen Spielen in Moskau die Silbermedaille. Mit ihren Mannschaftskameradinnen wurde sie im selben Jahr mit dem Vaterländischen Verdienstorden in Bronze ausgezeichnet. 1983 wurde sie mit der DDR im eigenen Land Europameister. Andrea Heim spielte für SC Traktor Schwerin und wurde mehrfach DDR-Meister und FDGB-Pokalsieger.